# What's Up?
Singles de 4 Non Blondes
Dear Mr. President
(1993) Spaceman
(1993)
What's Up? (« Quoi de neuf ?») est une chanson du groupe de rock américain 4 Non Blondes, sortie en single en 1993. Il s'agit du 2e extrait de l'album Bigger, Better, Faster, More!, sorti en 1992. Le single a rencontré le succès au Brésil et dans la plupart des pays européens. Il s'est classé numéro un en Pologne, en Autriche, en Suisse, en Allemagne, en Irlande, en Norvège et aux Pays-Bas.
En février 2021, la chanson a atteint le milliard de vues sur YouTube.

## Formats et liste des pistes
7" single / CD single
1. "What's Up?" — 4:16
2. "What's Up?" (Version piano) — 4:09

CD maxi
1. "What's Up?" (edit) — 4:16
2. "What's Up?" (remix) — 4:51
3. "Train" — 3:47
4. "What's Up?" (Version piano) — 4:09

Cassette
1. "What's Up?" (LP version)
2. "Train" (LP version)
3. "What's Up?" (LP version)

## Dans la fiction
On peut entendre la chanson dans l'épisode 4 (2015) de la saison 1 et l'épisode 5 (2017) de la saison 2 (sous la forme d'un remix) de la série Sense8.
Cette chanson est chantée dans l'épisode S05E13 - The Negotiation (2018) de la série Brooklyn Nine-Nine entre le personnage de Jake Perralta et Doug Judy.
Elle apparaît aussi dans Lola vers la mer de Laurent Micheli et dans le film d'animation Ninja Turtles: Teenage Years (2023).

## Mème internet
En 2005, un groupe d'animateurs connu sous le nom de Slackcircus a créé une vidéo intitulée Fabulous Secret Powers, mettant en vedette Musclor des Maîtres de l'Univers chantant leur propre reprise de la chanson (et interpolant les paroles de Don't Cry Out Loud de Melissa Manchester). La vidéo est depuis devenue un mème Internet, avec une version éditée de l'animation (HEYEYEYAAEYAAEYAEYEYEYAA) qui a récolté plus de 201 millions de vues sur YouTube en septembre 2022,,.

## Crédits et personnels
- Écrit par Linda Perry
- Masterisé par Stephen Marcussen
- Enregistré, mixage et réalisateur par David Tickle

## Classements, certifications et successions
| Classement (1993)                               | Meilleure position |
| ----------------------------------------------- | ------------------ |
| Australie (ARIA)                                | 2                  |
| Autriche (Ö3 Austria Top 40)                    | 1                  |
| Pays-Bas Dutch Top 40                           | 1                  |
| Europe Hot 100                                  | 1                  |
| France (SNEP)                                   | 3                  |
| Allemagne Singles Chart                         | 1                  |
| Irlande Singles Chart                           | 1                  |
| Nouvelle-Zélande (RMNZ)                         | 2                  |
| Norvège (VG-lista)                              | 1                  |
| Suède (Sverigetopplistan)                       | 1                  |
| Suisse (Schweizer Hitparade)                    | 1                  |
| Royaume-Uni Singles Chart                       | 2                  |
| États-Unis Billboard Hot 100                    | 14                 |
| États-Unis Billboard Hot Mainstream Rock Tracks | 16                 |
| États-Unis Billboard Top 40 Mainstream          | 15                 |

| Classement annuel (1993)     | Position |
| ---------------------------- | -------- |
| Australie Classement single  | 7        |
| Autriche Classement single   | 1        |
| Pays-Bas Top 40              | 1        |
| Suisse Classement single     | 5        |
| États-Unis Billboard Hot 100 | 50       |

| Pays      | Certification | Date             | Sales certified |
| --------- | ------------- | ---------------- | --------------- |
| Autriche  | Platine       | 8 septembre 1993 | 30,000          |
| Allemagne | 2 × Platine   | 1993             | 1,000,000       |
| Pays-Bas  | Platine       | 1993             | 60,000          |
| Suède     | Or            | 4 octobre 1993   | 10,000          |